# William Anderson
 William Anderson ( 1750 - 1778 ) fue un naturalista y explorador escocés.
Participó como médico cirujano y naturalista-recolector, de la 3ª expedición científica del capitán Cook. Llegó a recolectar flora y fauna de las costas de Canadá. Y del 1 al 2 de enero se halla en Kiritimati. Y fallece de tisis en altamar en el Resolution. Poco antes de morir hizo un testamento dejando la mayor parte de su patrimonio a sus hermanas Beth y Robinah, y a su tío materno William Melvil. En misiva al conde de Sandwich, Joseph Banks afirma que la familia Anderson recibió el dinero debido.

## Trivia
La novelista inglesa Dame Antonia Byatt (1936 -) escribe Morpho Eugenia sobre este naturalista, y cuyo guion se filma en 1996

## Honores
El "National Park Service" de EE. UU. lleva su nombre.

### Epónimos
Género
- (Stylidiaceae) Andersonia J.Koenig ex R.Br.[2]

- La abreviatura «W.Anderson» se emplea para indicar a William Anderson como autoridad en la descripción y clasificación científica de los vegetales.[3]